# Rebenpockenmilbe
Die Rebenpockenmilbe (Colomerus vitis, Syn.: Eriophyes vitis) ist eine Pflanzengallen-bildende Milbenart, die monophag an Weinreben (Vitis vinifera) saugt. Sie gilt als Schädling im Weinbau, besitzt aber in den meisten Anbauregionen keine besondere ökonomische Bedeutung.

## Beschreibung
Weibchen der Rebenpockenmilbe erreichen eine Körperlänge von 160 bis 200 Mikrometer bei einem Durchmesser von 40 Mikrometer. Es handelt sich um langgestreckt wurmartige, blass gelblich gefärbte Tiere. Wie typisch für Gallmilben, ist der Hinterleib (Opisthosoma) langgestreckt und weichhäutig, er trägt zahlreiche (je nach Quelle etwa 65 bis 90) Ringe aus oval geformten, kleinen sklerotisierten Plättchen, die Mikrotuberkel genannt werden. Wie typisch für Gallmilben, trägt der Vorderkörper (Prosoma) nur zwei Beinpaare. Der stumpf dreieckige Rückenschild des Prosoma besitzt an der Vorderseite keine lappenförmige Verlängerung, er erreicht etwa 40 Mikrometer Breite bei 27 Mikrometer Länge. Er trägt auf der Oberseite diagonal verlaufende Längslinien. Zur genauen Gattungs- und Artbestimmung ist die Beborstung (Chaetotaxie) und die Gestalt der weiblichen Begattungsorgane mikroskopisch zu untersuchen.

## Gallen

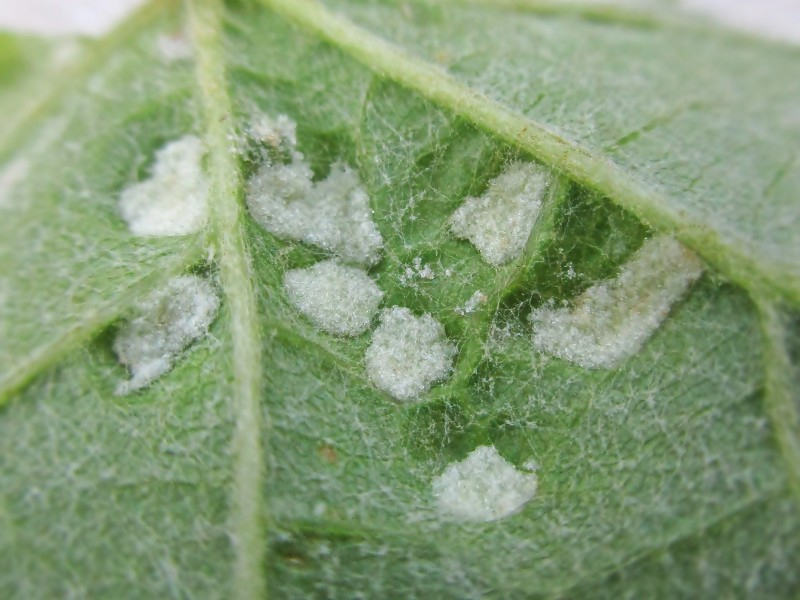
Filzgallen, Ansicht von unten (Blattunterseite)

Die Gallen sitzen auf den Blättern der Weinrebe. Auf der Oberseite zeigen sich blasen- oder pockenartige Aufwölbungen. Diese sind meist grün oder gelblich grün gefärbt, können aber auch leicht rötlich sein. Auf der Blattunterseite zeigen sich an denselben Stellen Einsenkungen, die von einem weißen bis bräunlich gefärbten Haarfilz bedeckt sind.

## Lebenszyklus
Die Rebenpockenmilbe besitzt zwei Larvenstadien. Die Larven des zweiten Stadiums erreichen bereits die Größe der geschlechtsreifen Tiere, besitzen aber noch keine Begattungsorgane. Die Art vermehrt sich, zumindest in Europa, überwiegend parthenogenetisch. Die Rebenpockenmilbe ist monophag an Weinrebe und besitzt keine weiteren Wirtsarten.
Die Art besitzt drei, auch morphologisch unterscheidbare, Entwicklungslinien mit unterschiedlicher Lebensweise, die als Stämme (engl.: strains) bezeichnet werden. Möglicherweise handelt es sich bei ihnen um getrennte, nahe verwandte Arten, dies ist aber noch nicht sicher nachgewiesen.
- Filzgallen-Stamm. Dieser am weitesten verbreitete Stamm bildet die typischen, oben beschriebenen Filzgallen auf den Weinblättern. Die Weibchen dieses Stamms überwintern unter Knospenschuppen, selten auch in Rindenspalten an der Abzweigung der zweijährigen Seitentriebe. Die Weibchen werden im Frühjahr aktiv und wechseln dann zu den frisch austreibenden Laubblättern, wo sie durch ihre Saugtätigkeit die Gallen induzieren. Die zuerst ausgetriebenen Blätter sind daher am stärksten befallen. Nach der überwinternden Generation wurden zahlreiche weitere, in der Schweiz bis zu sechs, folgende Generationen nachgewiesen. Die von den überwinternden Weibchen produzierten Larven der ersten Generation benötigen etwa 25 Tage bis zur Geschlechtsreife, spätere Generationen entwickeln sich etwas schneller. Im späten Frühjahr und Frühsommer kolonisieren die Milben der späteren Generationen auch die Blätter der frischen Triebe. Vom Spätsommer an beginnen sich die Tiere in die Überwinterungsquartiere zurückzuziehen.
- Knospen-Stamm. Die Tiere dieses Stamms verlassen die Knospen nicht, bilden also auch keine Blattgallen aus. Die Weibchen legen Eier direkt in die Knospe, in der sich auch die Larven entwickeln. Von entfaltenden Blättern kriechen sie zu neuen Knospen. Bei ansteigender Dichte arbeiten sie sich von den Knospenschuppen nach innen und saugen direkt an den Blattanlagen im Inneren. Die aus den Knospen entwickelnden Blätter zeigen oft deformierten Wuchs. Die Befallsrate ist im Spätsommer bis Frühherbst am höchsten. Basale Knospen sind stärker befallen als die äußeren. Normalerweise legt jedes Weibchen pro Tag jeweils ein neues Ei, die Entwicklung dauert etwa 20 Tage. In Spanien wurden zehn bis zwanzig Generationen pro Jahr erreicht. Der Knospenstamm der Art wurde aus Südafrika, der Mittelmeerregion, Chile und Kalifornien gemeldet, er kommt weder in Deutschland noch in Österreich vor.
- Blattkäusel-Stamm. Milben dieser Form verursachen eine Krümmung und Kräuselung der gesamten Blattspreite, die sich nach unten hin einkrümmt. Die typischen Filzgallen werden auch von diesem Stamm also nicht gebildet. Die Blätter zeigen in den befallenen Regionen abweichende Morphologie der Haare (Trichome), auch das Wachstum der befallenen Triebe kann gestaucht sein. Bei starkem Befall bilden sich Nekrosen auf der Blattunterseite. Der Stamm wird gemeldet auch Chile, Kalifornien und Südafrika, in Europa aus Rumänien und Ungarn.

## Ökonomische Bedeutung
Bei der Bekämpfung von Mehltau mittels Schwefel werden die Individuen der Filzgallen und der Blattkräusel-Form automatisch mitbekämpft. Während der Filzgallen-Stamm in der Regel ökonomisch deshalb von geringer Bedeutung ist, werden regional ökonomische Schäden durch den Knospenstamm gemeldet. In Südafrika wird die Bekämpfung mittels Akariziden empfohlen. Da die Tiere innerhalb der Knospen und Gallen gut geschützt sind, müssen mehrere Behandlungsgänge durchgeführt werden.